# Chiesa dei Santi Pietro e Paolo (Soraga di Fassa)
La chiesa dei Santi Pietro e Paolo Apostoli è la parrocchiale di Soraga di Fassa, in Trentino; appartiene alla zona pastorale di Fiemme e Fassa dell'arcidiocesi di Trento e risale al XV secolo.

## Storia

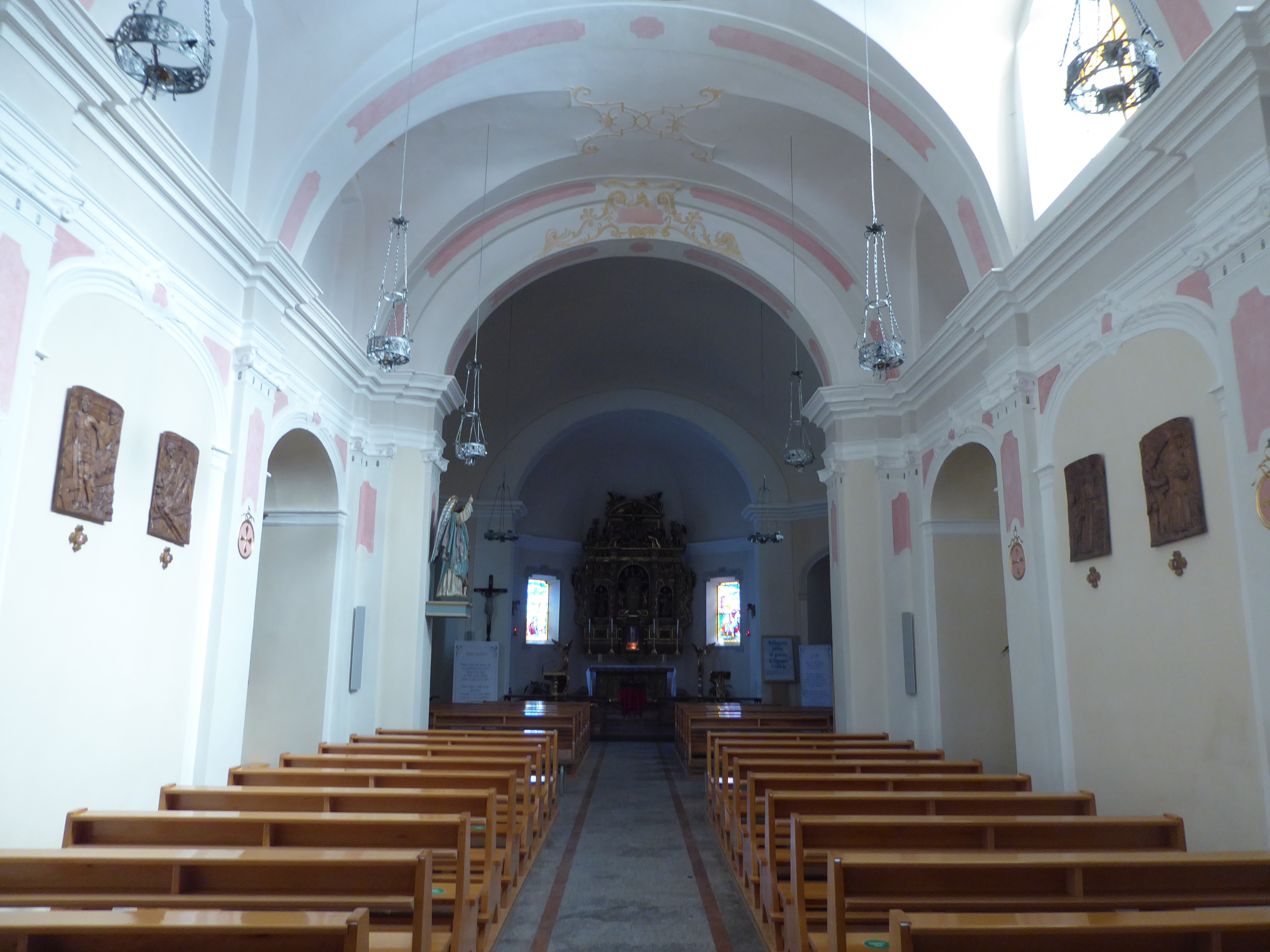
Interno

Sembra che a Soraga fosse stata edificata una chiesa nel XV secolo, tuttavia il primo documento che ne attesta la presenza risale al 1512. Il 12 maggio 1714 la chiesa curaziale di Soraga divenne espositura della pieve di Vigo di Fassa e nel 1772, durante un temporale, un fulmine danneggiò la torre campanaria che venne ristrutturata l'anno successivo assieme alla chiesa. 
Nel 1802 fu collocato l'altare maggiore, proveniente dalla pieve di Vigo di Fassa e nel 1818 la chiesa, dal punto di vista della giurisdizione ecclesiastica, passò dalla diocesi di Bressanone all'arcidiocesi di Trento. Nel 1882 sia la chiesa sia il campanile furono danneggiati da una piena del torrente Avisio e la torre campanaria, che era stata lesionata in modo irrimediabile, venne completamente ricostruita verso la fine del XIX secolo. 
Nel 1922 la navata fu ampliata, l'8 maggio 1959 la chiesa divenne parrocchiale e nel 1962 l'edificio fu oggetto di un rifacimento. La solenne consacrazione venne celebrata il 23 settembre dello stesso anno.